# Silberphosphat
Silberphosphat (genauer Silberorthophosphat) ist eine anorganische chemische Verbindung. Sie ist neben Silberpyrophosphat Ag4P2O7 und Silbermetaphosphat AgPO3 eines der Phosphate von Silber.

## Gewinnung und Darstellung
Silberphosphat kann durch Reaktion von Kaliumphosphat mit Silbernitrat gewonnen werden.
{\displaystyle \mathrm {K_{3}PO_{4}+3\ AgNO_{3}\longrightarrow Ag_{3}PO_{4}+3\ KNO_{3}} }

## Eigenschaften
Silberphosphat ist ein gelber Feststoff, der in Wasser sehr schlecht löslich ist und sich an Licht allmählich schwarz färbt.

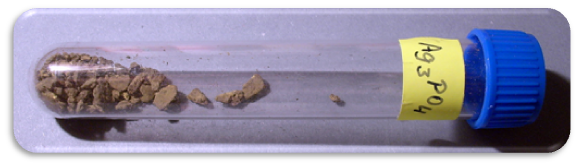
Silberphosphat
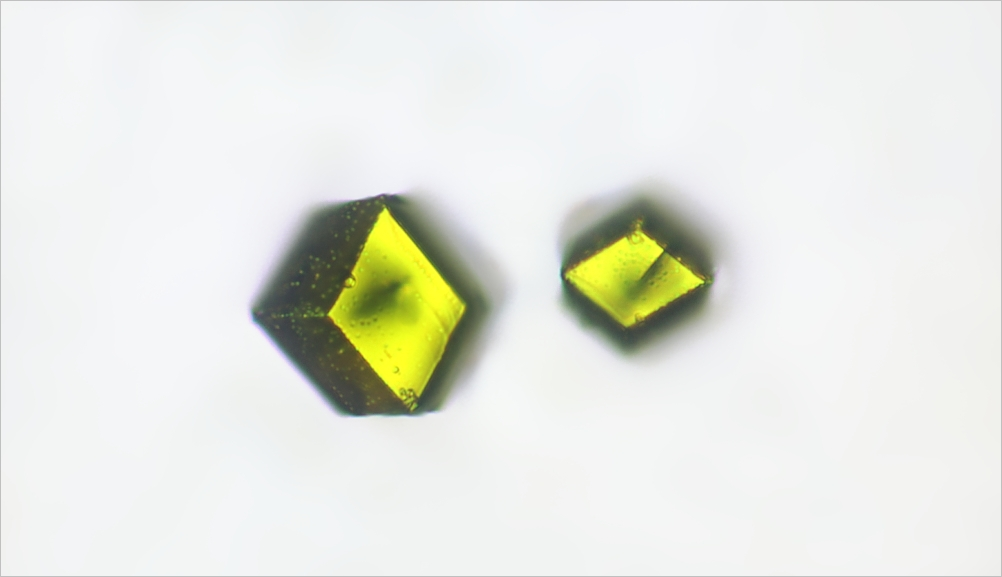
Silberphosphat, gefällt, mikroskopische Aufnahme

Ag3PO4 hat eine kubische Kristallstruktur in der Raumgruppe P43n (Raumgruppen-Nr. 218) mit dem Gitterparameter a = 603 pm und zwei Formeleinheiten pro Elementarzelle. Bei 520 °C erfolgt der Übergang in eine ebenfalls kubische Hochtemperaturmodifikation, die isotyp zu γ-Na3PO4 kristallisiert.

## Verwendung
Silberphosphat wird in fotografischen Emulsionen und in Arzneistoffen verwendet.